# Aplite

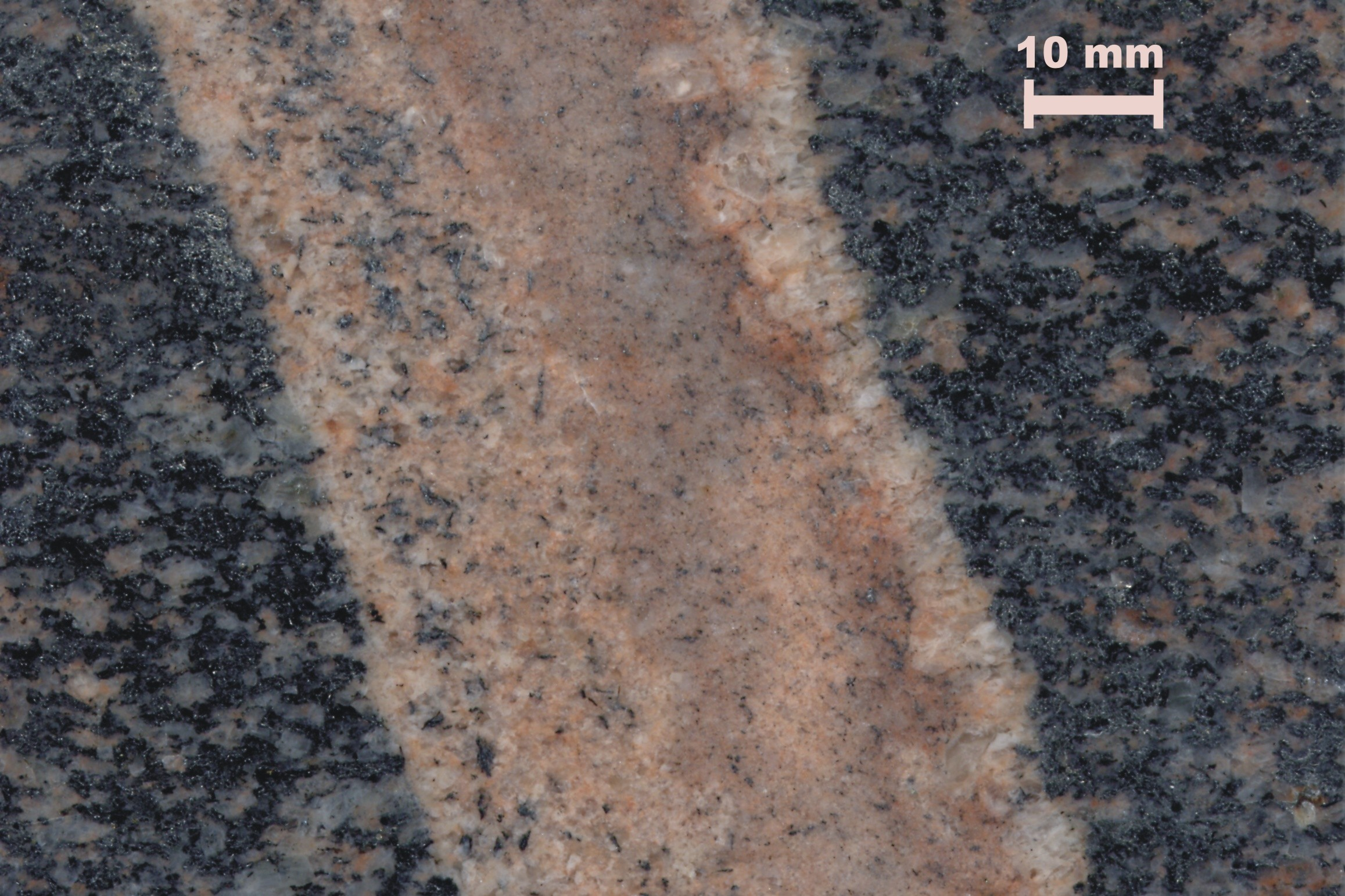
Filon aplitique d'une granodiorite, Železné hory, République tchèque

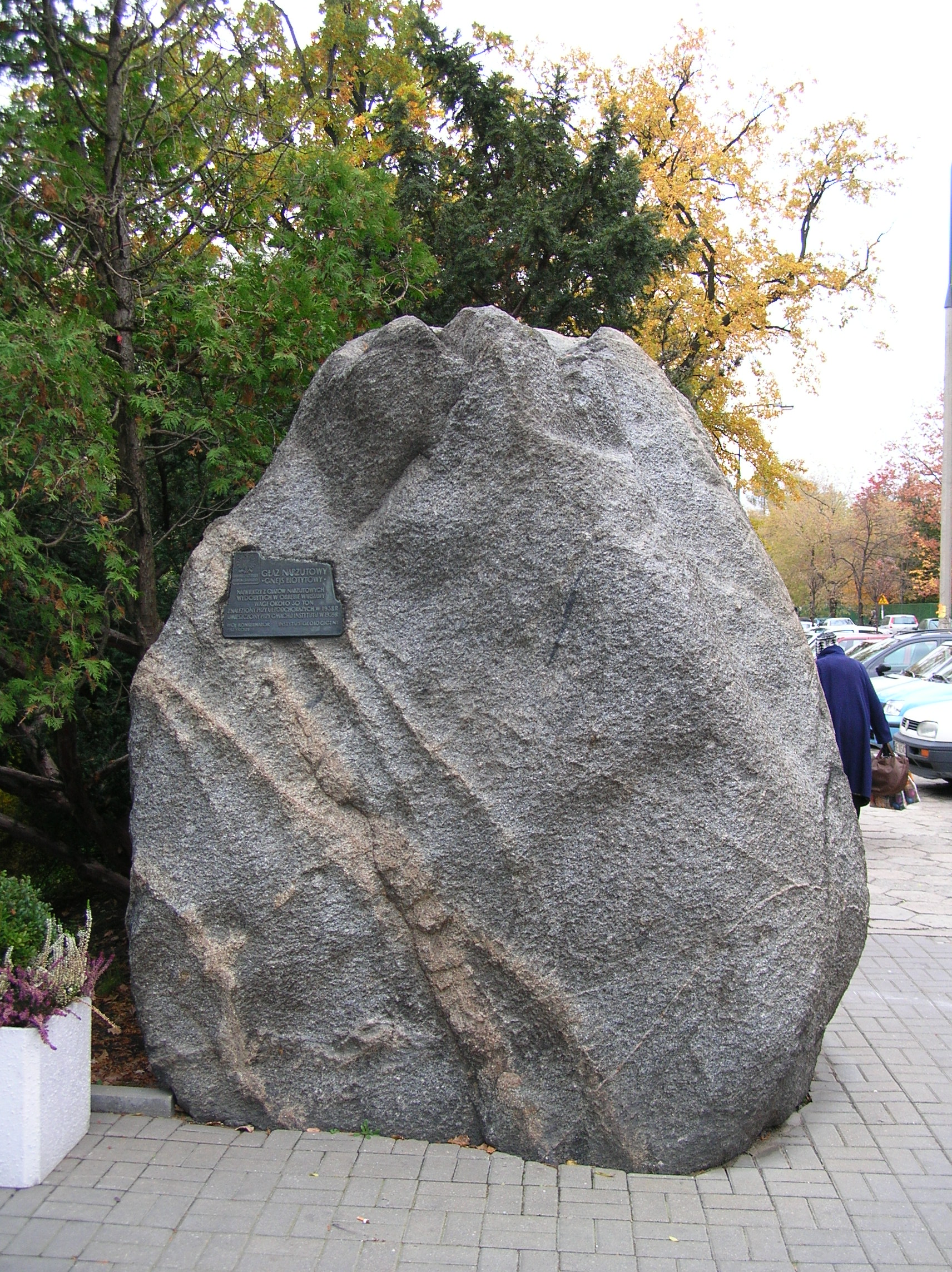
Filons aplitiques traversant un bloc erratique granitique (Institut de la Géologie à Varsovie en Pologne)

Une aplite est une roche filonienne leucocrate de granulométrie très fine. Les aplites sont associées, soit à des roches magmatiques, soit à des roches métasomatiques. 
Les aplites sont caractérisées par la petite taille de leurs cristaux (moins de 1 mm), avec une teneur très basse en minéraux mafiques (généralement en dessous de 5 %).

## Étymologie et terminologie
Le nom aplite est dérivé de l'ancien grec ἁπλόος (haplóos), signifiant simple. Cette appellation fut utilisée pour la première fois par A. J. Retz autour de 1800 et plus tard encore par Karl Cäsar von Leonhard, qui l'introduisit dans la littérature scientifique, probablement par analogie avec la structure simple de ces roches.
Le préfixe aplo- est utilisé pour les roches de couleur claire, d'une minéralogie simple et appauvries en minéraux ferromagnésiens, comme aplodiorite ou aplogranite. Le terme aplosyénite, introduit en 1935 par Walter Ehrenreich Tröger, n'est plus en usage.

## Distribution géographique
À cause de leur association aux granitoïdes on peut rencontrer les aplites un peu partout où il y a des terrains de socle ; mais également on les trouve dans les orogènes, les batholites, les intrusions et les provinces magmatiques.

## Apparence
Les aplites sont des roches filoniennes de teinte claire ; elles sont compactes et de granulométrie fine à très fine, parfois même aphanitique. Leur couleur peut varier de blanchâtre à rougeâtre en passant par grisâtre. Les filons aplitiques peuvent être zonés. L'épaisseur des filons est centimétrique, plus rarement décimétrique. La texture des aplites est équidimensionnelle et non-porphyrique. La dimension des grains est submillimétrique. On a donc besoin d'une loupe pour les identifier. À cause de cette granulométrie fine et équidimensionnelle, on peut envisager chez les aplites magmatiques une cristallisation rapide et simultanée. L'habitus des cristaux est majoritairement hypidiomorphe et la texture prend l'allure d'une mosaïque. Parfois les aplites peuvent former des petits corps granitiques ou des amas irréguliers au sein ou au périmètre des plutons. Les pegmatites montrent souvent des bordures aplitiques.

## Minéralogie

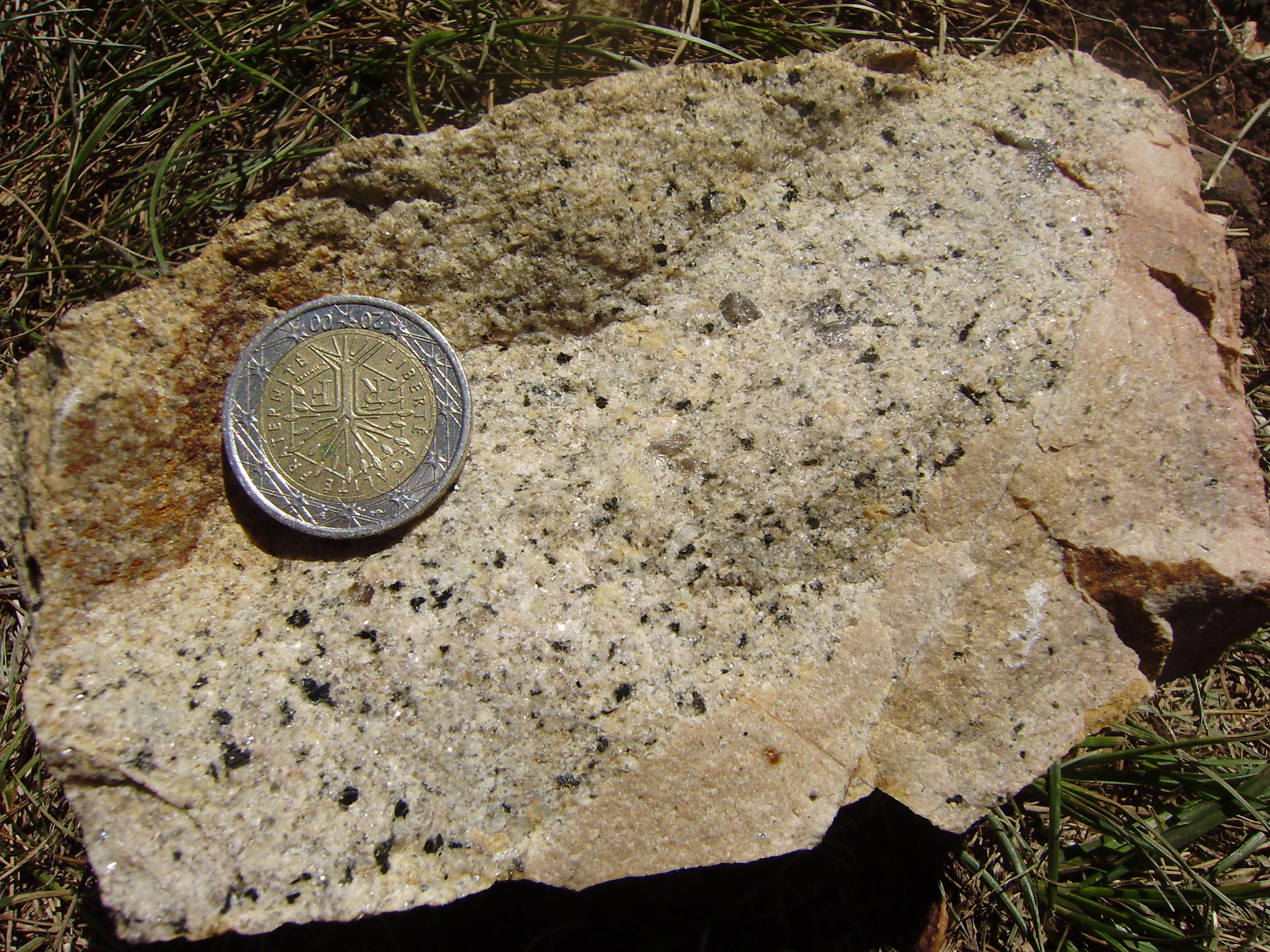
Filon aplitique rose associé à un microgranite, Granodiorite de Piégut-Pluviers

Les aplites sont constituées essentiellement de quartz, de feldspath alcalin (orthoclase ou microperthite) et de plagioclase. Elles sont très pauvres en minéraux mafiques (biotite, d'habitude) et c'est pour cette raison que leur index de couleur est en dessous de 5, elles sont donc hololeucocrates. L'index des aplites liés aux intrusions plus basiques est un peu plus élevé, mais reste toujours en dessous de 10. Leur composition chimique est très similaire au matériel interstitiel des roches porphyriques, remarquablement semblable à la composition eutectique des granitoïdes. Le feldspath alcalin peut montrer des tendances porphyriques, mais le quartz jamais. Ce fait souligne l'association des aplites aux granophyres, rhyolites et felsites. Les aplites en relation avec les diorites et les diorites quartziques ont une minéralogie un peu différente, elles sont dominées par le plagioclase ; il s'y ajoute muscovite, apatite et zircon. Les aplites syénitiques sont essentiellement constituées de feldspath alcalin, occasionnellement apparaît aussi la néphéline (auparavant les aplites néphélinitiques étaient appelées aploïdes). Quand la teneur en silice augmente les aplites peuvent passer aux filons de quartz.
La biotite et les autres minéraux ferromagnésiens sont très rares à non existants.
À côté des minéraux pneumatolytiques comme topaze et fluorite peut aussi croître la tourmaline.
Les aplites possèdent souvent une forte teneur en éléments béryllium et lithium.

## Formation

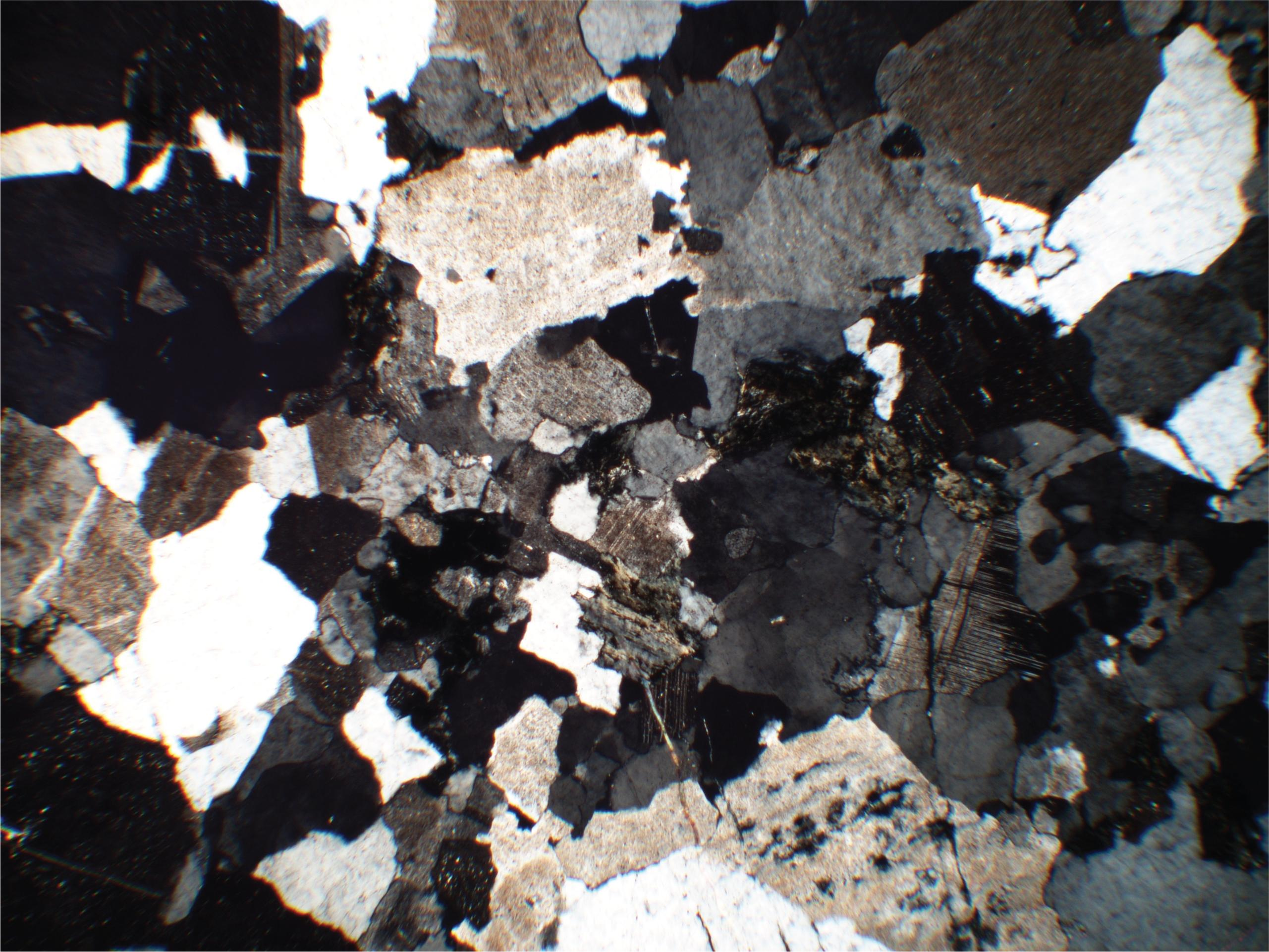
Lame mince d'un filon aplitique encaissé dans une granodiorite, agrandissement 1:50. Avec biotite chloritisée, quartz développant des sous-grains, microcline et plagioclase. Le plagioclase est coloré en rouge par de l'hématite (Fe-métasomatisme).

Les aplites sont engendrées par deux processus très différents :
- processus magmatique ;
- processus métasomatique.

### Processus magmatique
Si les aplites remplissent les critères du puzzle, c'est-à-dire l'assemblage complet de l'hôte et la fermeture complète des filons, on est amené à penser que les aplites ont envahi à l'état liquide (comme dernière fonte) les fentes du corps plutonique s'ouvrant sous une contrainte d'étirement. L'injection du magma aplitique s'est probablement faite très tard dans l'évolution du pluton et sa composition chimique était eutectique. La granulométrie très fine plaide en outre pour un refroidissement très rapide dans un filon étroit.

### Processus métasomatique
Si le critère du puzzle est négatif, on doit considérer un processus métasomatique pour la formation de l'aplite, à savoir une formation en place par des solutions chimiques chaudes, mais toujours à l'état solide (par différenciation métasomatique). L'hôte apparemment n'a pas bougé. L'échange chimique ne dépasse pas plusieurs centimètres ou décimètres. L'hôte (le paléosome) s'appauvrit en minéraux clairs comme les feldspaths (et devient ainsi un mélanosome), qui s'accumulent ensuite dans l'aplite métasomatique. Comparées avec leur hôte, les aplites ainsi formées sont toujours enrichies en SiO2.

## Variétés
Les aplogranites ou granites aplitiques sont des roches claires avec la même composition qu'un granite, mais ils ne contiennent pas (ou seulement très peu) de biotite. Il existe aussi des aplosyénites, des aplodiorites et même des aplogabbros.
Les microaplites sont des remplissages de granulométrie extrêmement fine ; ils apparaissent dans les fentes et les petites cavités des granitoïdes syntectoniques . Si la déformation continue pendant la cristallisation des granitoïdes, le processus de cristallisation est gêné à cause des contraintes distensives. En outre, les grains déjà cristallisés peuvent rompre et devenir sujets à la cataclase. Le magma restant est forcé de cristalliser très vite dans les espaces créés par l'extension. Il résulte donc des grains minuscules de plagioclase (albite, oligoclase) et de quartz xénomorphique avec bordures sinueuses et dentelés. Typiquement ces remplissages microaplitiques ne contiennent pas de microclines, de température plus basse et diaclasés.

## Pierres décoratives
En raison de leur épaisseur limitée, les aplites sont très rarement utilisées comme pierres décoratives ou pierres de taille.
Un exemple rare est le Grigio Argento, une aplite de la Sardaigne.